# Società di persone
Le società di persone, nel diritto commerciale, sono società definite tali in quanto in esse prevale l'elemento soggettivo, rappresentato dai soci, rispetto al capitale. Non acquistano mai la personalità giuridica (cosa che invece avviene per le società di capitali) ma è sempre presente un certo grado di separazione patrimoniale tra il patrimonio della società e quello del socio che varia a seconda del tipo considerato.

## Tipologia
Dal punto di vista formale, i tipi di società di persone sono tre:
- società semplice (S.s.): sono formate da una pluralità di soci che rispondono solidalmente e illimitatamente per le obbligazioni sociali;
- società in nome collettivo (S.n.c.);
- società in accomandita semplice (S.a.s.): sono caratterizzate dalla presenza di due diverse categorie di soci: i soci accomandatari e i soci accomandanti.

Non sono considerabili società di persone, anche se a esse spesso accomunate:
- l'impresa familiare dove con l'imprenditore collaborano anche i familiari;
- l'impresa coniugale esercitata dai coniugi.

## Caratteristiche

### Amministrazione
Fermo restando che la qualifica di amministratore è strettamente collegata alla responsabilità solidale e illimitata per le obbligazioni sociali (e quindi non possono essere amministratori i soci accomandanti di S.a.s., salvo perdere il beneficio della responsabilità limitata), l'amministrazione delle società di persone può essere di due tipi:
- congiuntiva: questo significa che per il compimento di ogni atto è necessario il consenso di tutti gli amministratori (salvo, in casi di emergenza, per evitare danni alla società, il potere di intervento di ogni amministratore) e quindi si parla di potere di firma congiunta.
- disgiuntiva: se viene adottato questo modello ogni amministratore può compiere qualsiasi atto, salvo il potere di ogni altro amministratore di porre un veto (atto formale in grado di bloccare una deliberazione amministrativa) preventivo per un singolo atto, e quindi si parla di potere di firma disgiunta. È questa la situazione standard, che salvo diversa pattuizione, è prevista per le S.n.c.

Le Società di persone agiscono sotto una ragione sociale costituita dal nome di uno o più soci con l'indicazione del rapporto sociale. Per le S.a.s. la ragione sociale deve contenere il nome di uno o più soci accomandatari.
Questi tipi di società si costituiscono per scrittura privata autenticata da un Notaio oppure per atto pubblico. L'atto costitutivo deve essere poi depositato a cura del Notaio per l'iscrizione nel registro delle imprese. Entro 30 giorni occorre inoltre comunicare all'Agenzia delle entrate l'inizio dell'attività per farsi attribuire il numero di partita IVA.

### Soci
Nelle S.n.c. tutti i Soci sono responsabili illimitatamente e solidalmente per le obbligazioni sociali, nelle S.a.s. sono presenti due distinte categorie di Soci:
1. soci accomandatari, gli amministratori, che rispondono solidalmente e illimitatamente;
2. soci accomandanti, coloro che forniscono il patrimonio della società, i quali rispondono nei limiti della partecipazione.

### Responsabilità dei soci
La responsabilità dei soci nei confronti delle obbligazioni sociali è:
1. illimitata, perché per le obbligazioni sociali i Soci rispondono non solo nei limiti della quota conferita, ma anche con tutto il patrimonio personale.
2. solidale, in quanto i creditori della Società possono rivalersi per l'intero ammontare del loro credito sul patrimonio di uno qualsiasi dei Soci, i quali, fatto salvo il regresso, rispondono l'uno per l'altro.
3. sussidiaria, perché essa scatta solo se il patrimonio sociale è insufficiente a pagare i creditori della Società (i Soci godono quindi del beneficio della preventiva escussione dei beni sociali). Tale beneficio opera poi con diverso grado di intensità a seconda che si tratti di società semplice o di società in nome collettivo o società in accomandita semplice: soltanto negli ultimi due modelli, infatti, il beneficio di preventiva escussione del patrimonio sociale opera automaticamente, ponendosi cioè come una condizione di procedibilità dell'azione esecutiva nei riguardi del socio (con relativo dovere, per il creditore sociale, di provare l'insufficienza del patrimonio sociale già aggredito). Nel caso di società semplice, invece, il creditore può immediatamente agire nei confronti del socio, il quale può solo paralizzare l'azione con un'eccezione volta a dimostrare che esistono altri beni sociali sui quali il creditore può "agevolmente soddisfarsi".[5]

## Finanziamento
I finanziamenti nelle sociètà di persone sono costituiti da capitali necessari per lo svolgimento del processo produttivo e per la realizzazione degli investimenti a lungo termine.
L'ammontare dei finanziamenti necessari all'impresa dipende da diversi fattori:
- diversa distribuzione nel tempo dei flussi e dei costi dei ricavi, cioè che vengono sostenuti costi che richiedono una disponibilità finanziaria; solo in un momento successivo si avranno i ricavi derivano dalla vendita dei prodotti o delle merci;
- successione più o meno regolare di entrate e uscite, il normale susseguirsi di entrate e uscite può esser modificato (per esempio con le dilazioni concesse ai clienti);
- diversa velocità di ritorno dei fattori produttivi, gli elementi dell'attivo circolante (merci, materie prime, ecc) si trasformano rapidamente in liquidità;
- entità delle immobilizzazioni e dimensioni necessarie per l'attività dell'impresa, l'ammontare può essere diverso nelle imprese commerciali rispetto a quello di servizi e industriali.

### Le fonti di finanziamento
Il capitale proprio è formato dai conferimenti in natura che l'imprenditore o i soci apportano nell'impresa al momento della costituzione. Il capitale proprio è:
- soggetto direttamente al rischio d'impresa, infatti non vi è alcun vincolo di rimborso per gli investitori;
- non soggetto a remunerazione obbligatoria;
- non vincolato a scadenza.

Il capitale di debito è costituito dai finanziamenti che l'azienda acquisisce con i titoli di debito da finanziatori esterni come la banca o società finanziarie.
Vi sono due tipi di debiti:
- debiti di regolamento che sono costituiti dalle dilazioni concesse all'azienda dai fornitori, ad esempio le cambiali (P.D. cambiali passive), pagamento di acconti ai fornitori(P.D. fornitori c/acconti)
- debiti di finanziamento, che comprendono tutti i finanziamenti che l'esterno concede all'azienda, ad esempio mutui (P.D. mutui passivi).

Il capitale di debito è:
- soggetto a remunerazione obbligatoria: al momento della scadenza del prestito, si è obbligati a pagare una quota di interessi
- soggetto all'obbligo del rimborso a scadenza.
- soggetto in via secondaria al rischio d'impresa: in caso di fallimento dell'azienda vengono venduti tutti i beni dell'azienda e vengono soddisfatti tutti i debitori.

Le fonti di finanziamento possono combinarsi fra di loro e possono essere:
- complementari, che si completano a vicenda (ad esempio, il capitale di debito e quello proprio formano il capitale sociale)
- alternative, si sceglie in base al capitale di debito e quello proprio.

La scelta delle fonti di finanziamento dipende da diversi fattori:
- la necessità dell'impresa di evitare situazioni di dipendenza eccessiva nei confronti dei finanziatori,
- il costo dei finanziamenti,
- la durata dei finanziamenti,
- la forma giuridica dell'impresa.